# Jodie Taylor
Jodie Lee Taylor (Birkenhead, 17 maggio 1986) è un'ex calciatrice inglese, di ruolo attaccante.

## Carriera

### Club

#### Gli inizi
Jodie Taylor, nata a Birkenhead, Regno Unito, Taylor si appassiona al calcio fin dalla giovane età, decidendo di tesserarsi con il Tranmere Rovers, squadra con la quale fa il suo esordio in campionato nel febbraio 2002, all'età di 15 anni. Nel primo periodo dell'attività segna 109 reti su 125 incontri per l'Oldershaw School, il Merseyside Under-16 e il Tranmere B. Segna la sua prima rete con la squadra titolare del Tranmere Rovers in occasione dell'incontro vinto per 5-1 sulle avversarie del Wolverhampton Wanderers, in FA Women's Cup.
Quando il Tranmere non riuscì ad evitare la retrocessione, nel 2004, Taylor decide di trasferirsi negli Stati Uniti d'America per approfondire gli studi per un periodo di quattro anni all'Oregon State University. Nonostante l'assenza di sei mesi di azione con una gamba rotta, si congeda dal Tranmere con un tabellino personale di 29 reti su 38 presenze prima squadra.
Tra il 2006 e il 2009 Taylor gioca in USL W-League, inizialmente per il Boston Renegades passando alle canadesi dell'Ottawa Fury per tornare negli Stati Uniti per vincere il campionato 2009 con il Pali Blues, e in Australia, nella W-League australiana, con il Melbourne Victory. Fa ritorno in Inghilterra nel 2011, sottoscrivendo un contratto con il Birmingham City, che però la cede con la formula del prestito al Lincoln City LFC. Dopo aver segnato due reti su sei incontri, Lincoln ha espresso l'intenzione di mantenere in rosa Taylor anche per la stagione 2012, tuttavia l'accordo non riuscì ad essere sottoscritto facendo ritorno al Birmingham City dopo aver giocato nuovamente nel campionato australiano durante il periodo invernale, con il Melbourne Victory.

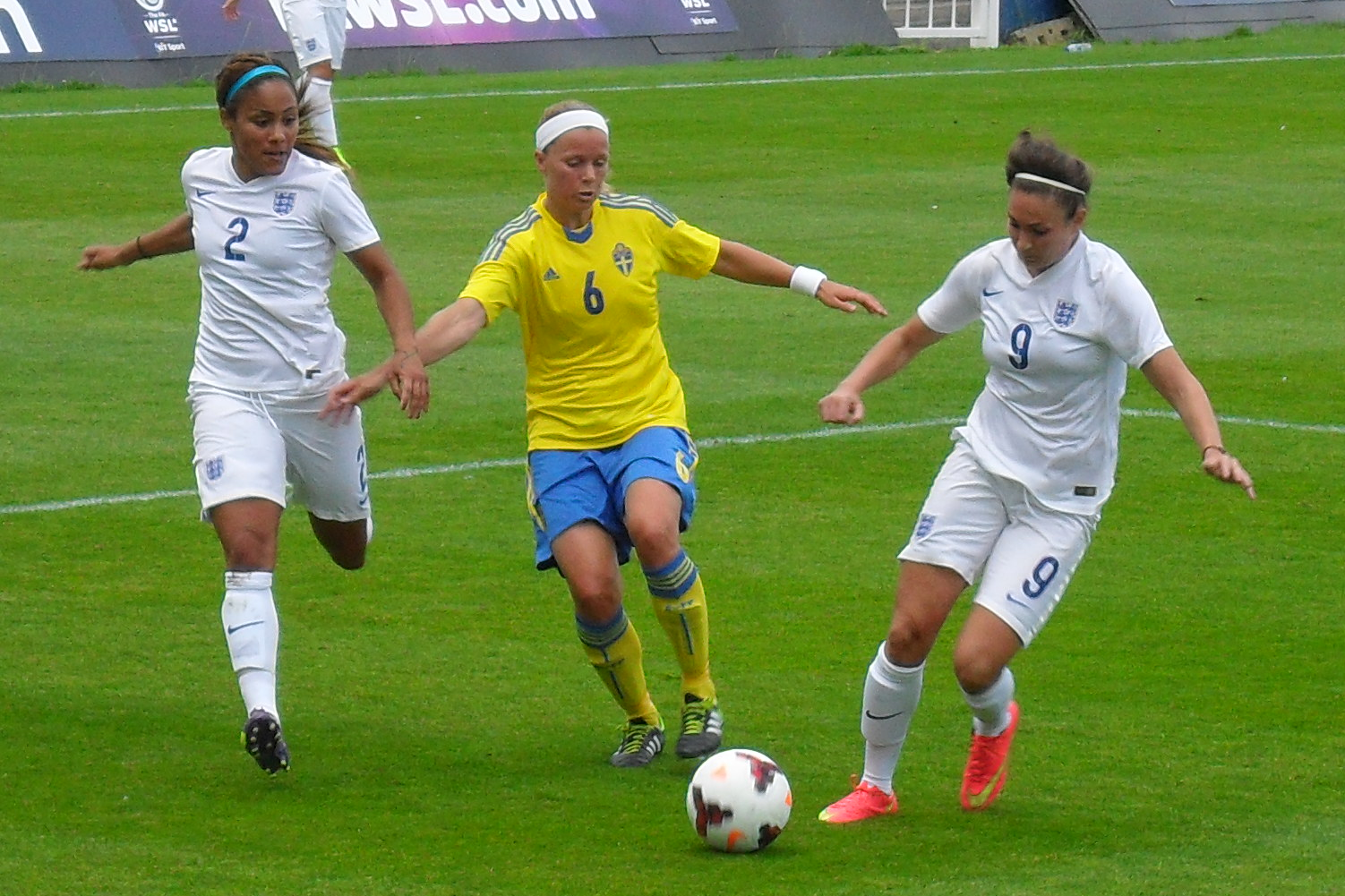
Da sinistra, Alex Scott, Sara Thunebro e Taylor in un incontro tra le nazionali di Inghilterra e Svezia nell'agosto 2014.

Nella finale di FA Women's Cup 2012 Taylor sigla il rigore con cui il Birmingham City supera le avversarie del Chelsea. Nel gennaio 2013, Taylor lascia nuovamente il Birmingham City per giocare in Damallsvenskan sottoscrivendo un contratto per un anno in prestito con il Kopparbergs/Göteborg. con la squadra di Göteborg sigla dieci reti in altrettanti incontri ma durante la pausa estiva del campionato è costretta a fare ritorno in Inghilterra per impegni personali. Nel dicembre 2013 decide di sottoscrivere un accordo con il Washington Spirit tornando a giocare negli Stati Uniti per la stagione 2014 di National Women's Soccer League (NWSL).
Il 16 gennaio 2015 il Portland Thorns acquisisce Taylor in uno scambio con il Washington Spirit per la seconda parte della stagione 2015 (13 incontri) e due per la seconda parte della stagione 2016. L'8 ottobre 2015 i Campioni della W-League australiana Canberra United annunciarono di aver acquisito in prestito Taylor, tuttavia, causa il ripetersi di un infortunio al ginocchio, la società fu costretta a ritirare l'offerta.
Il 24 marzo 2016 l'Arsenal annuncia di aver sottoscritto un contratto con Taylor, tuttavia, causa la necessaria riabilitazione dall'infortunio non riesce ad impiegarla in FA WSL che nell'ultima partita della stagione 2016, dove segna una doppietta nell'incontro vinto per 2-0 sulle oramai retrocesse avversarie del Doncaster Belles.
All'inizio di luglio 2021 si è trasferita all'Orlando Pride.

### Nazionale

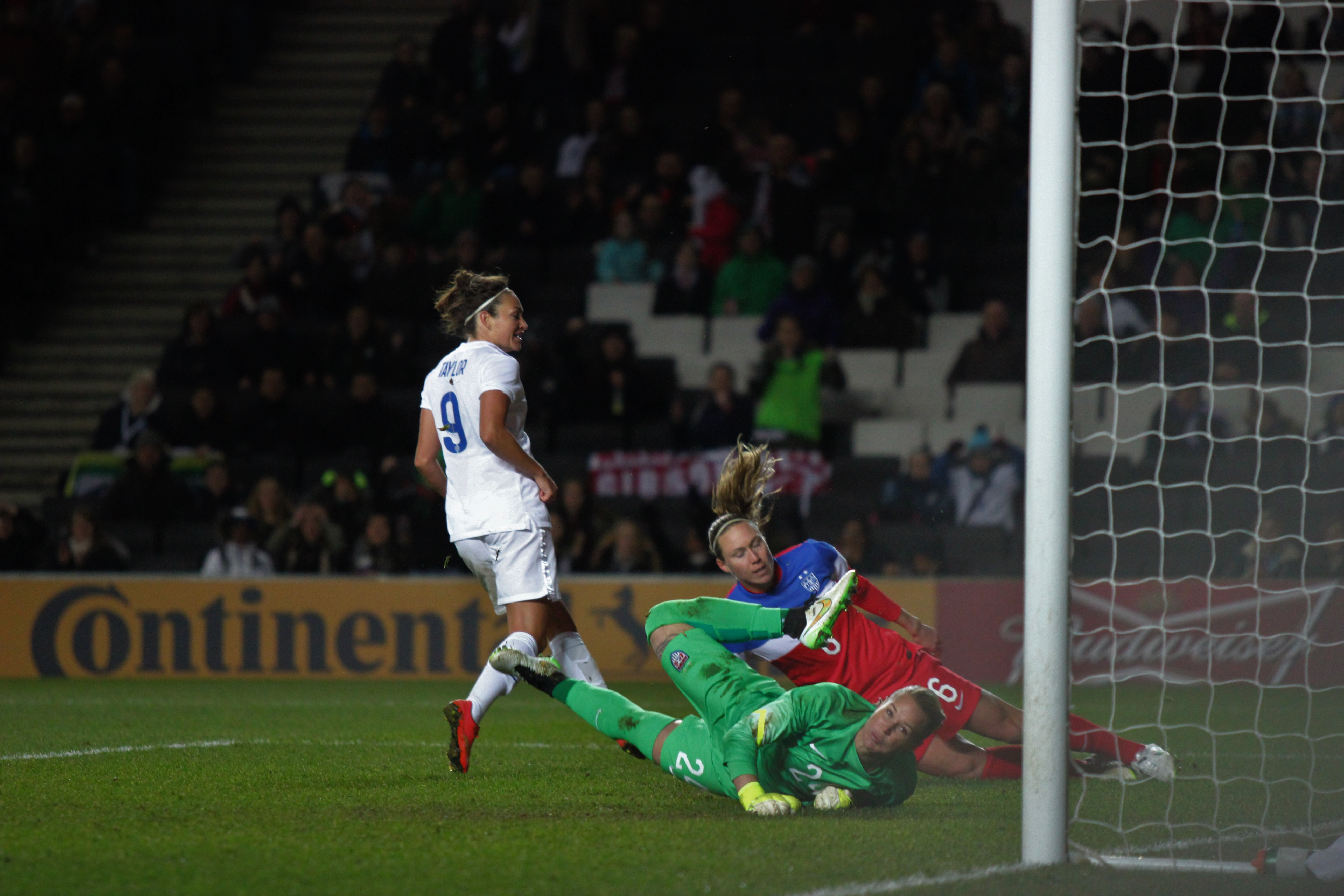
Jodie Taylor con la maglia della nazionale inglese mentre sigla una rete agli Stati Uniti il 13 febbraio 2015.

Jodie Taylor inizia ad essere convocata dalla Football Association per vestire la maglia della nazionale inglese dal 2014, facendo il suo esordio sotto la guida del tecnico Mark Sampson il 3 agosto, nell'incontro dove al Victoria Park di Hartlepool l'Inghilterra si impone con un netto 4-0 sulle avversarie della Svezia. Taylor, nell'occasione partita titolare, verrà sostituita al 61' da Eniola Aluko.
Nel maggio 2015 il selezionatore della nazionale Mark Sampson inserisce Bronze nella rosa dell'Inghilterra impegnata nella fase finale del Mondiale di Canada 2015, e dove verrà impiegata su quattro dei sei incontri disputati dalla sua squadra.
Il 27 giugno 2015, nella partita dei quarti di finale giocata al BC Place di Vancouver, sigla la rete del parziale 1-0 sulle avversarie del Canada, incontro poi terminato 2-1 per le inglesi, permettendo alla squadra di accedere alle semifinali, sconfitte in zona Cesarini dal Giappone per 2-1, e alla conclusiva finale per terzo posto, conquistata battendo 1-0 la Germania.

## Palmarès

### Club
- United Soccer Leagues W-League: 1

Pali Blues: 2009
- FA Women's Cup: 1

Birmingham City: 2011-2012
- Coppa di Francia: 1

Olympique Lione: 2019-2020

### Nazionale
- SheBelieves Cup: 1

2019

### Individuale
- FA WSL PFA Team of the Year: 1

2013-2014
- Capocannoniere della W-League (Australia): 1

2013-2014 (12 reti)